# Where Them Girls At

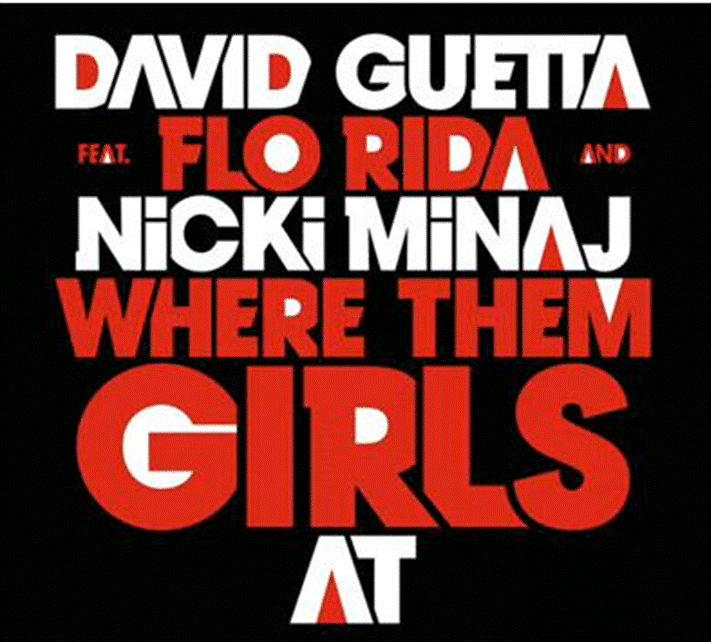
Logo Where Them Girls At autorstwa Davida Guetty

Where Them Girls At – pierwszy singel Davida Guetty z albumu Nothing but the Beat. Został wydany 2 maja 2011 i od razu stał się hitem nr 1 w wielu krajach, m.in. w Polsce. W kompozycji głosu użyczyli amerykański raper Flo Rida oraz trynidadzka raperka Nicki Minaj. Teledysk do utworu nakręcono w czerwcu 2011 roku w ścisłym centrum Los Angeles, oraz Downtown San Francisco.